# حوض صلب

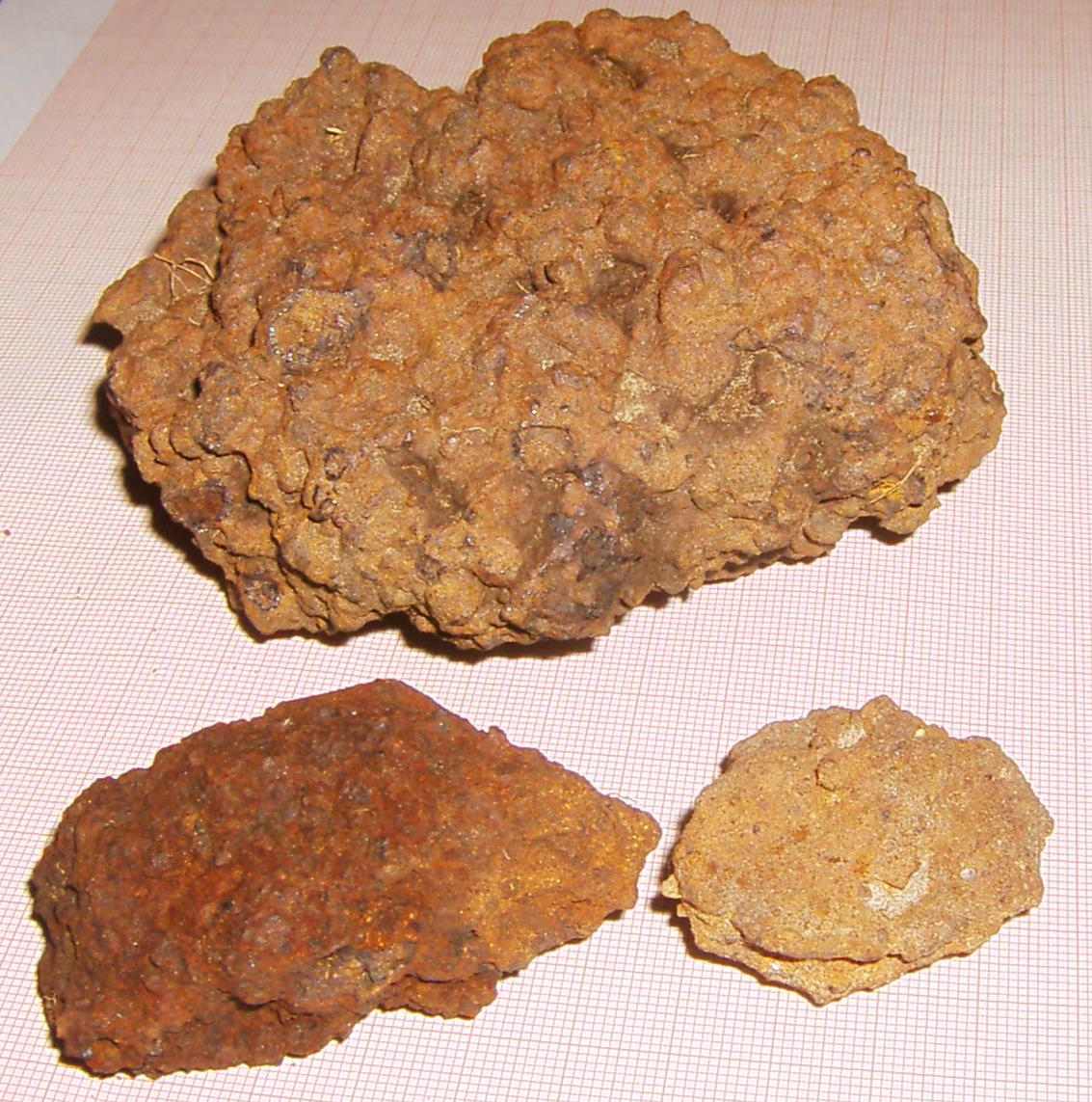

في علم التربة والزراعة والبستنة الحوض الصلب أو الهاردبان أو طبقه صماء (بالإنجليزية: Hardpan)‏، هي طبقة كثيفة من التربة، وعادة ما توجد تحت طبقة السطح العلوي. هناك أنواع مختلفة من الأحواض الصلبة، وكلها تشترك في السمة العامة المتمثلة في كونها طبقة تربة متميزة إلى حد كبير على المياه. ويمكن أن تتراوح الرواسب الموجودة في هذه الطبقة من السيليكا الذائبة إلى المصفوفات التي تشكلت من أكاسيد الحديد وكربونات الكالسيوم. البعض الآخر منها من صنع الإنسان، مثل تلك التي تشكلت من قبل الضغط من الحرث المتكرر، أو عن طريق حركة المرور الكثيفة أو التلوث.